# Eisenbahn-Bundesamt
Koordinaten: 50° 42′ 12″ N, 7° 8′ 21″ O

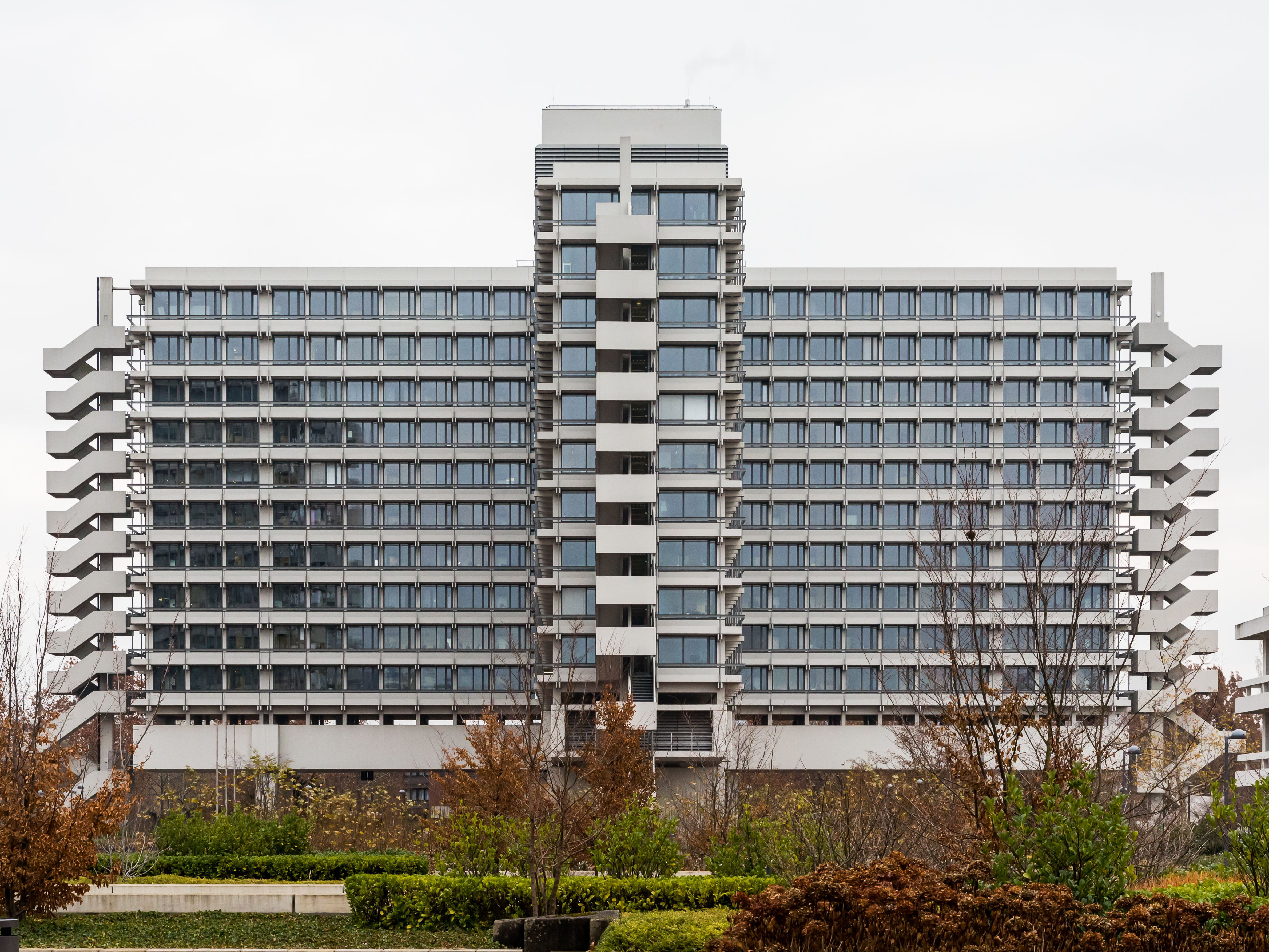
Zentrale des EBA in Bonn

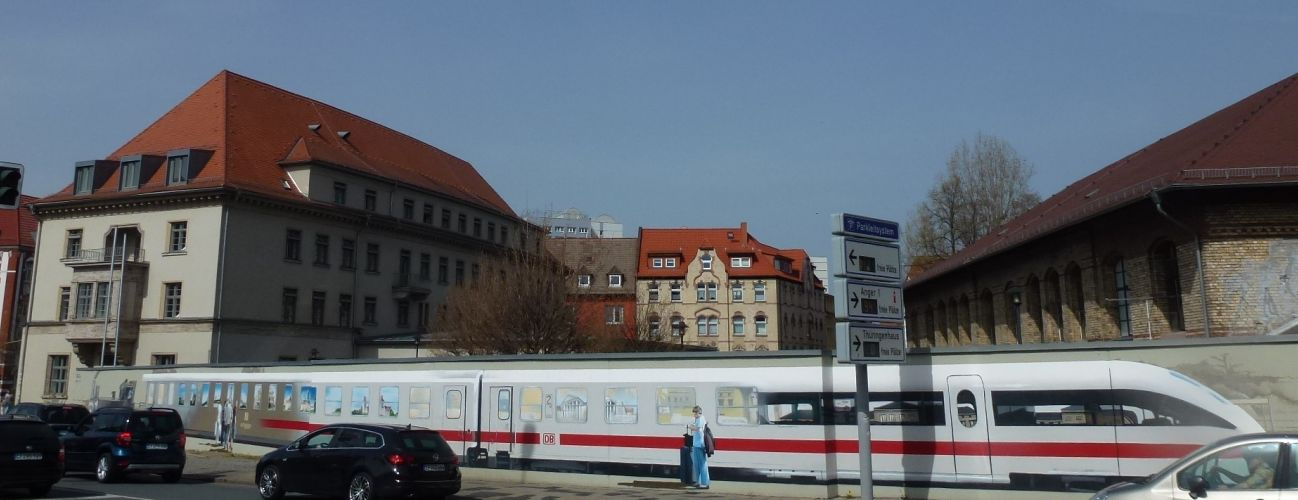
Außenstelle Erfurt

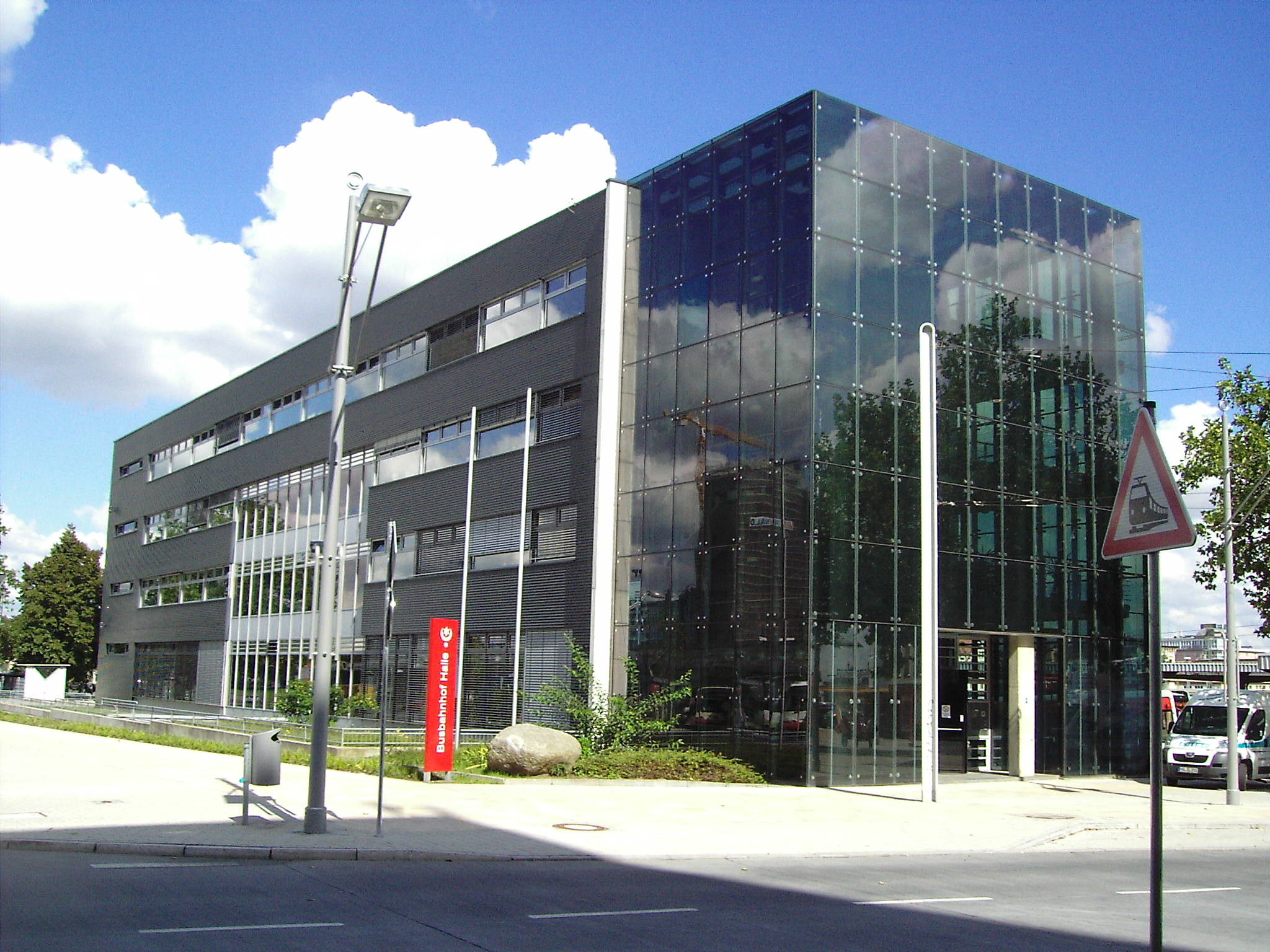
Außenstelle Halle (Saale)

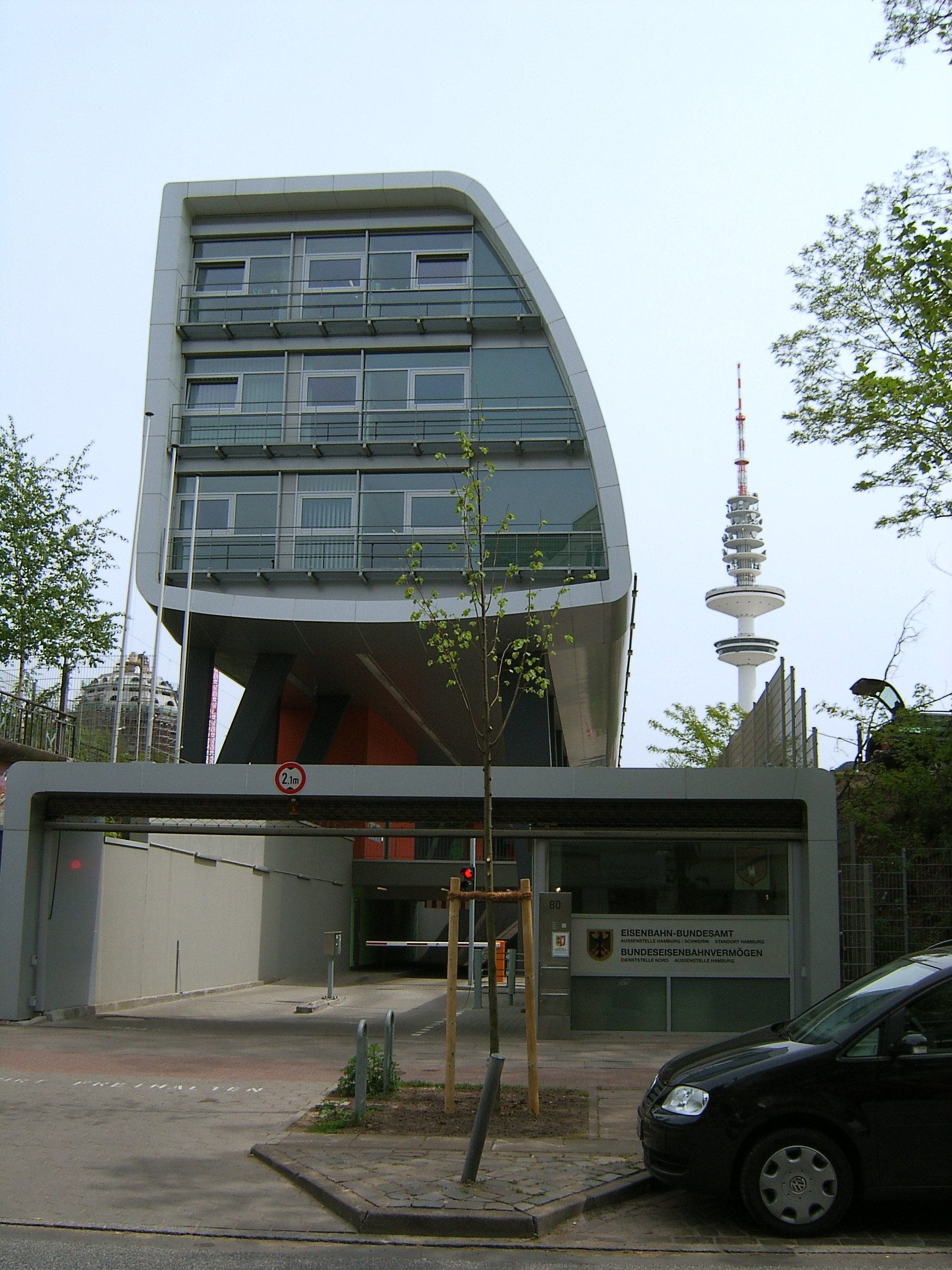
Außenstelle Hamburg

Das Eisenbahn-Bundesamt (EBA) ist eine seit dem 1. Januar 1994 bestehende selbständige deutsche Bundesoberbehörde im Bereich der Bundesverkehrsverwaltung. Das EBA unterliegt der Aufsicht und den Weisungen des Bundesministeriums für Verkehr (BMV) und wird von einem Präsidenten geleitet.
Angegliedert an das EBA sind das Deutsche Zentrum für Schienenverkehrsforschung als eigenständiges Bundesinstitut und Eisenbahn-Cert, die für die Interoperabilität des europäischen Eisenbahnsystems zuständig ist.

## Zuständigkeiten
Das EBA ist in Deutschland die zuständige Eisenbahnaufsichtsbehörde bzw. Aufsichts- und Genehmigungsbehörde für inländische, mehrheitlich im Besitz des Bundes (amtliches Kürzel EdB, Eisenbahnen des Bundes) befindliche Eisenbahninfrastrukturunternehmen und für deutsche und deutschlandweit operierende ausländische Eisenbahnverkehrsunternehmen. Das EBA ist zuständig für rund 38.000 Kilometer Schienenwege (Stand: 2013).
Gemäß § 47e des Bundes-Immissionsschutzgesetzes ist das EBA im Rahmen der Umsetzung der europäischen Umgebungslärmrichtlinie für die Meldung der Haupteisenbahnstrecken, die Lärmkartierung der bundeseigenen Schienenwege, die Information der Öffentlichkeit über die Lärmkarten und die entsprechenden Aktionspläne zur Lärmminderung zuständig; eine Beschränkung gilt jedoch für die Ballungsräume, bei denen das EBA an den Aktionsplänen nur mitwirkt.
Nichtbundeseigene öffentliche Eisenbahnen und nichtöffentlich betriebene Bahnen unterliegen der Aufsicht der Bundesländer (siehe Landesbevollmächtigter für Bahnaufsicht). Diese haben die Möglichkeit, die Aufsicht an das EBA zu übertragen (§ 5 Abs. 2 Allgemeines Eisenbahngesetz (AEG)). Zurzeit (2019) haben, mit Ausnahme von Hessen, Niedersachsen, Berlin, Bremen und Hamburg, alle Bundesländer dies so geregelt. Das EBA wird in solchen Fällen auf Weisung und Rechnung der Länder tätig.
Das EBA führt seit 1. Januar 2007 gemäß § 5 Abs. 1e AEG und der im § 25a AEG „Fahrzeugeinstellungsregister“ angeführten Richtlinien der Europäischen Union das Fahrzeugeinstellungsregister für Deutschland und ist damit auch zuständig für die Vergabe von Fahrzeug- und Baureihennummern.
Das EBA beaufsichtigt etwa zwei Drittel der Eisenbahnunternehmen in Deutschland. Es beschäftigte Ende 2014 1197 Mitarbeiter, darunter 891 Beamte. Mehr als 300 Mitarbeiter arbeiten in der Zentrale in Bonn; weitere rund 700 in zwölf Außenstellen an 15 Standorten. 2014 standen Ausgaben von 84,6 Millionen Euro Einnahmen von 28,1 Millionen Euro gegenüber.
Das EBA ist einstufig organisiert. Unter die Zuständigkeit des Eisenbahn-Bundesamtes fällt nicht mehr die Unfalluntersuchung bei Eisenbahnunfällen. Dafür wurde die Eisenbahn-Unfalluntersuchungsstelle des Bundes eingerichtet.
Darüber hinaus ist dem EBA die Zuständigkeit zur Genehmigung und Überwachung von Magnetschwebebahnen übertragen (Allgemeines Magnetschwebebahngesetz – AMbG).
Mit Gründung des EBA war das Rechtsreferat (Referat 11) der Behörde zunächst auch für Wettbewerbsangelegenheiten der Eisenbahn zuständig. Daraus ging im August 2002 ein neues Referat (Referat 15) für Netzzugang hervor, dem auch die Entscheidung der aus den Paragraphen § 13 und § 14 AEG resultierenden Angelegenheiten übertragen wurde. In den Jahren 2003 und 2004 wurden insgesamt rund 150 Netzzugangsverfahren geführt. Ende Februar 2005 fiel die Entscheidung, diese Aufgabe im Zuge der Anpassung eisenbahnrechtlicher Vorschriften an EU-Recht an die Regulierungsbehörde für Telekommunikation und Post zu übertragen.
Seit dem 1. Januar 2006 ist die Bundesnetzagentur für die Überwachung des Zugangs zur Eisenbahninfrastruktur zuständig. Detaillierte Vorschriften enthält die Verordnung über den diskriminierungsfreien Zugang zur Eisenbahninfrastruktur und über die Grundsätze zur Erhebung von Entgelt für die Benutzung der Eisenbahninfrastruktur (Eisenbahninfrastruktur-Benutzungsverordnung – EIBV).

## Ermächtigungsgrundlage
Die Ermächtigungsgrundlage für das Handeln des EBA bildet der § 5a Abs. 2 des Allgemeinen Eisenbahngesetzes (AEG). Die Aufgaben Zulassung (außer Fahrzeuge) und Genehmigung von Infrastrukturen (Bauaufsicht) lassen sich nur indirekt (Abwehr zukünftiger Verstöße) auf diese Ermächtigungsgrundlage zurückführen.

## Geschichte
Mit Wirkung zum 1. Januar 1994 wurden im Rahmen der Strukturreform der deutschen Bahnen die ehemaligen Sondervermögen des Bundes – die Deutsche Bundesbahn und die Deutsche Reichsbahn – aufgeteilt in den unternehmerischen Bereich Deutsche Bahn AG (DB AG) sowie in den – dem damaligen Bundesministerium für Verkehr nachgeordneten – hoheitlichen Bereich mit der Bundesoberbehörde Eisenbahn-Bundesamt (EBA) und dem Sondervermögen Bundeseisenbahnvermögen (BEV). Die für das Jahr 2009 geplante Zusammenlegung dieser beiden Behörden ist gescheitert.
Mit dem am 25. April 2001 durch das Bundeskabinett verabschiedeten Zweiten Gesetz zur Änderung eisenbahnrechtlicher Vorschriften wurden die Kompetenzen des EBA erweitert. Damit wurde das EBA unter anderem verpflichtet, den diskriminierungsfreien Zugang zum Eisenbahnnetz sicherzustellen. Auch die Eingriffskompetenzen der Aufsichtsbehörde wurden ausgeweitet und klarer gefasst.
Das EBA ist in fünf Abteilungen gegliedert: die Zentralabteilung, die Infrastrukturabteilung, die Abteilung für Fahrzeuge und Betrieb, die Finanzierungsabteilung sowie die Abteilung für Planfeststellung, Umwelt und Fahrgastrechte.
In Folge des Gesetzes zur Beschleunigung von Planungs- und Genehmigungsverfahren im Verkehrsbereich vom 29. November 2020 ist das EBA seit 6. Dezember 2020 die zuständige Anhörungsbehörde im Rahmen von Planfeststellungsverfahren bei Eisenbahnen des Bundes. Für bis dahin eingeleitete Planfeststellungsverfahren sind noch die jeweiligen Landesbehörden zuständig.
Die Behörde baute bis 2013 etwa zwei Prozent ihres Personals pro Jahr ab. Kritiker bemängelten einen weitreichenden Personalabbau in kritischen Bereichen. So habe sich zwischen 2003 und 2013 die Zahl der für die Überwachung von Gleisanlagen zuständigen Mitarbeiter halbiert. Das Durchschnittsalter der Belegschaft lag Anfang 2014 bei 49 Jahren.
Durch die Übernahme eisenbahnrechtlicher Anhörungsverfahren sowie zusätzliche Planrechtsverfahren infolge verstärkter Investitionen wurden in den Bereichen Anhörung, Plangenehmigung und Planfeststellung des EBA zwischen 2017 und 2020 90 neue Stellen geschaffen.
Präsidenten
- Horst Stuchly (1994–2002)
- Armin Keppel (2003–2008)
- Gerald Hörster (ab 26. Januar 2009)
- Stefan Dernbach (seit 1. September 2023)[1]

## Zulassungsrichtlinien
Zulassung alter Technik:
- Bundesbahnzentralamt München: Mü8004, München 1980 (im April, deswegen 04)

Neue Technik:
- europaweit gültige Normen = EN 50126, 50128, 50129